# Ara em diuen senyor Tibbs
 Ara em diuen senyor Tibbs (títol original: They Call me Mister Tibbs!) és una pel·lícula estatunidenca dirigida per Gordon Douglas, estrenada el 1970 i doblada al català.

## Argument
Virgil Tibbs està encarregat d'investigar sobre l'homicidi d'una prostituta.

## Repartiment
- Sidney Poitier: Virgil Tibbs
- Martin Landau: Logan Sharpe
- Barbara McNair: Valerie Tibbs
- Anthony Zerbe: Rice Weedon
- Edward Asner: Woody Garfield
- Jeff Corey: capità Marden
- Norma Crane: Marge Garfield
- Juano Hernandez: Mealie Williamson
- David Sheiner: Tinent Kenner
- Beverly Todd: Puff
- Garry Walberg: Examinador mèdic

## Al voltant de la pel·lícula
- Aquesta pel·lícula és la continuació de En la calor de la nit de Norman Jewison.
- Una tercera pel·lícula clou la sèrie: L'organització de Don Medford.